# Chapadinha
Chapadinha est une ville brésilienne de l'est de l'État du Maranhão. Elle se situe par une latitude de 03° 44' 31" sud et par une longitude de 43° 21' 36" ouest, à une altitude de 105 mètres. Sa population était estimée à 64 618 habitants en 2006. La municipalité s'étend sur 3 247 km².

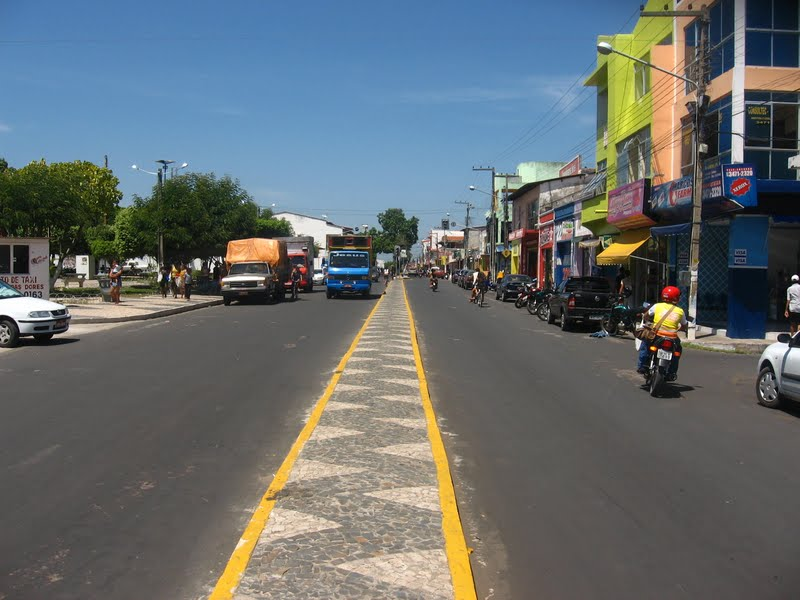
Centre-ville de Chapadinha, Avenida Oliveira Roma

## Maires
| Période | Période | Identité                           | Étiquette | Qualité |
| ------- | ------- | ---------------------------------- | --------- | ------- |
| 2009    | 2012    | Danúbia Loyane de Almeida Carneiro | PR        |         |